# پروفایل (فیلم ۲۰۱۸)
پروفایل (به انگلیسی: Profile) یک فیلم دلهره‌آور، جاسوسی و معمایی محصول سال ۲۰۱۸ به کارگردانی تیمور بکمامبتوف بر اساس فیلمنامه‌ای از بکمامبتوف، بریت پولتون و اولگا خارینا است که بر اساس کتاب غیرداستانی در پوست یک جهادگر اثر آنا ارل ساخته شده است. در این فیلم ولین کین، شازاد لطیف، کریستین آدامز، امیر رحیم‌زاده و مورگان واتکینز به ایفای نقش پرداخته‌اند. در خلاصه داستان: یک روزنامه‌نگار مخفی بریتانیایی به کانال‌های تبلیغاتی آنلاین به اصطلاح دولت اسلامی نفوذ می‌کند، اما جذب‌کننده‌اش او را جذب می‌کند و ...
این فیلم اولین نمایش جهانی خود را در شصت و هشتمین جشنواره بین‌المللی فیلم برلین در ۱۷ فوریه ۲۰۱۸ در بخش پانوراما داشت. این فیلم در ۱۴ می ۲۰۲۱ توسط فوکس فیچرز در ایالات متحده منتشر شد و نقدهای متفاوتی از منتقدان دریافت کرد.

## داستان
به منظور تحقیق در مورد استخدام زنان جوان اروپایی توسط داعش، امی ویتاکر، روزنامه‌نگار، پروفایل جدیدی در فیس‌بوک با نام مستعار ملودی نلسون ایجاد می‌کند. او یک شخصیت آنلاین از زنی می‌سازد که به تازگی به اسلام گرویده است. به زودی بیل، یک جنگجوی داعش از سوریه با امی تماس می‌گیرد. آنها شروع به صحبت منظم با یکدیگر می‌کنند و پس از مدتی او شروع به ایجاد احساسات عاشقانه واقعی برای او می‌کند.

## ساخت
این فیلم بر اساس کتاب روزنامه‌نگار فرانسوی آنا ارل در پوست یک جهادگر دربارهٔ تحقیقات او در مورد استخدام زنان جوان توسط داعش ساخته شده است.

## بازخوردها
- در ایالات متحده، این فیلم اکران شد و در اولین روز اکران خود از ۲۰۳۳ سینما ۲۶۰٫۰۰۰ دلار فروخت. این فیلم برای اولین بار به ۷۳۰٫۲۹۰ دلار رسید و در گیشه نهم شد.[۷]
- در متاکریتیک، فیلم بر اساس رای ۲۲ منتقد، میانگین وزنی ۵۴ از ۱۰۰ امتیاز را دارد که نشان‌دهنده «بررسی‌های مختلط یا متوسط» است.[۸]
- تماشاگران شرکت‌کننده در نظرسنجی سینماسکور به فیلم نمره متوسط "B" را در مقیاس A+ تا F دادند، در حالی که پست‌ترک گزارش داد که ۶۵٪ از مخاطبان به آن نمره مثبت دادند و ۳۷٪ گفتند که قطعاً دیدن این فیلم را توصیه می‌کنند.
- در بانک اطلاعات اینترنتی فیلم‌ها بر اساس رای ۷۵٫۰۰۰ کاربر این فیلم امتیاز ۶٫۷ از ۱۰ را دارد.
- این فیلم برنده جایزه پانوراما تماشاگران در برلین شد.